# ژل پترولیوم

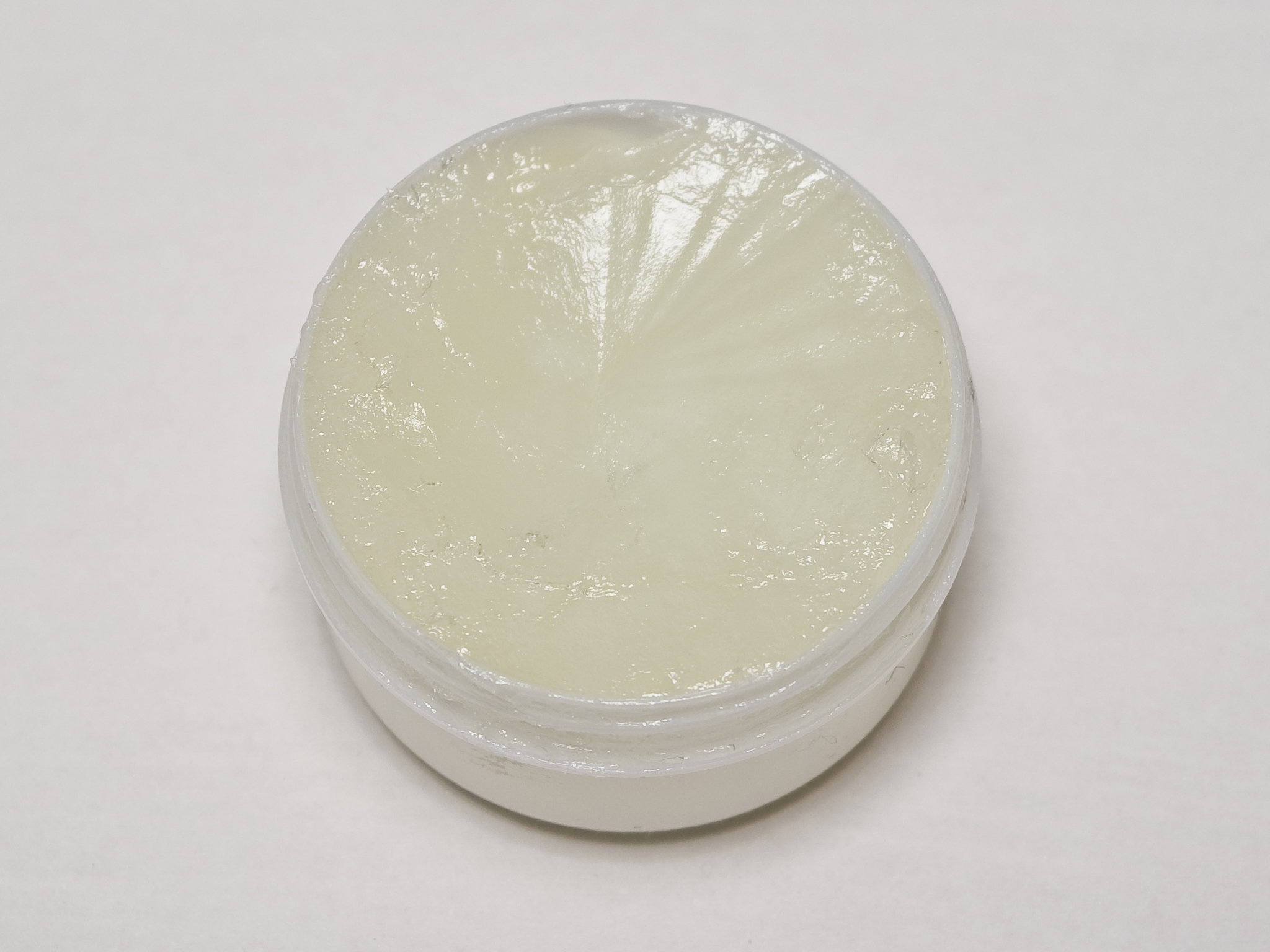
ژلهٔ پترولیوم

ژلِ پترولیوم (به انگلیسی: Petroleum jelly)، پترولاتیوم (به انگلیسی: petrolatum) یا چربی معدنی که با نام تجاری وازلین شناخته‌شده‌تر است، از تصفیه روغن‌های سنگین نفت که باقی‌مانده تقطیر در ۳۶۰ درجه گرما است به دست می‌آید. ژل پترولیوم جسمی است سفید رنگ به غلظت چربی خوک. در بازار وازلین‌های زرد یا قهوه‌ای رنگ نیز یافته می‌شود که برای داروسازی مناسب نیستند. نور از وازلین عبور نمی‌کند و اندکی فلوروسانس دارد به خصوص اگر آن را ذوب کنند. بی‌بو و بی‌مزه است ولی اغلب هنگامی که آن را گرم می‌کنند کمی بو از آن استشمام می‌شود. اگر مقدار کمی از آن را با میله‌ای بردارند به صورت رشته‌ای کشیده می‌شود. وزن مخصوص آن در دمای ۲۰ درجه سانتی‌گراد ۸۳۰/۰ تا ۹۰۰/۰ است و در ۳۸ تا ۴۲ درجه ذوب می‌شود.
بین ۳۶۰ و ۴۴۵ زینه تقطیر و تبدیل به هیدروکربورهای جامد و مایع و گاز می‌شود در آب، الکل اتیلیک و گلیسرین غیرمحلول است در مخلوطی از یک قسمت اتر یا کلروفرم و نیم قسمت بنزین با کربن دی‌سولفید حل می‌شود.

## کاربردها
در شیر آلات یا تجهیزاتی که نیاز به تعمیرات و سرویس‌های دوره‌ای دارند، مؤثرترین و کم هزینه‌ترین روش استفاده از پوشش پترولاتیوم می‌باشد. استفاده از این پوشش ضمن جلوگیری از خوردگی در مدت زمان طولانی، انجام بازبینی و تعمیرات دوره‌ای را محدود نخواهد کرد چرا که این پوشش هیچوقت سخت نشده و به راحتی قابل باز و بست مجدد می‌باشد.
در خطوط انتقال، اسپلیت تی‌ها که برای عملیات HOT TAP نصب می‌شوند یا شیر آلاتی که عایق پلی یورتان آن‌ها دچار آسیب شده یا قابل دفن نمی‌باشند، یکی از بهترین گزینه‌ها استفاده از پترولاتیوم با سیستم ۴ لایه به همراه نوار راکشیلد می‌باشد.
درمواردی که نباید آب با پوست تماس داشته باشد مثلاً در اوتیت خارجی گوش پیشنهاد می‌شود در استحمام سواپ پنبه ای آغشته به ژل پترولیوم را در گوش قرار دهند تا آب نفوذ نکند.

## پرایمر پترولاتیوم
یک ماده شیمیایی ضدآب بر پایه پترولاتیوم جهت زیرسازی، آماده‌سازی سطوح فلزی و بتنی بوده که به هیچ عنوان دچار ترک، خشکی و سختی نخواهد شد. این پوشش با ایجاد یک لایه بر روی سطح، رطوبت موجود را پس زده، نهایتاً سطحی یکنواخت و مناسب جهت اعمال نوار ضد خوردگی مهیا می‌نماید. جهت اعمال پرایمر باید هر گونه آلودگی، چربی، لایه‌های سست موجود بر روی سطح و لبه‌های تیز حذف و سپس پرایمر توسط دست یا برس اعمال گردد. میزان مصرف جهت پوشش دهی سطح، تابعی از صافی سطح می‌باشد.

## ماستیک پترولاتیوم
جهت پر نمودن شکافها، زوایا، سطوح نامنظم، کنج‌ها و گل پیچها و فاصله مابین دیوارهای استاتیکی با هدف جلوگیری از حبس هوا در زیر پوشش نهایی مورد استفاده قرار می‌گیرد. اعمال غلط ماستیک و باقیماندن فواصل خالی بین پوشش نهایی و سطح قطعه نتیجه مطلوب را حاصل نخواهد نمود.

## نوار پترولاتیوم
این نوار از الیاف و ترکیبات اشباع شده بر پایه پترولاتیوم و فیلرهای خنثی تشکیل گردیده‌است که در طول زمان خواص مقاومت دی الکتریک و مقاومت در برابر نفوذ آب خود را حفظ می‌نماید. از دیگر مشخصه‌های سیستم فوق می‌توان به مقاومت عالی آن در مقابل اسیدهای معدنی، قلیاها و نمک‌ها و قابلیت اعمال در محدوده وسیع دمایی اشاره نمود. این نوار باید به صورت مارپیچ با همپوشانی ۵۵ درصد و با کشش یکنواخت پیچیده شود.
از خواص و مزایای این سیستم می‌توان به قابلیت اعمال در محدوده وسیع دمایی، اعمال آسان، عدم نیاز به ابزار تخصصی برای اجرا، امکان بازبینی آسان و دوره‌ای محصول، ممانعت از خوردگی برای مدت زمان طولانی، عدم نیاز سطح به آماده‌سازی خاص، دفع آب، مقاومت عالی در برابر اسیدهای معدنی، قلیاها و نمک‌ها و… اشاره نمود.
عرض این نوارها با توجه به سایز لوله یا قطعه مورد نظر انتخاب می‌گردد. به واسطه جلوگیری از جدا شدن لبه‌های انتهایی نوار شایسته‌است نوارپیچی به نحوی انجام گیرد که انتهای نوار در قسمت میانی لوله و در حالیکه به سمت پایین در حال پیچش است قطع گردد.